# Непознатата война
„Непознатата война“ (на английски: The Unknown War; на руски: Великая Отечественная) е документален сериал съветско-британско-американско производство, представен на киноекраните през 1978 година.
Филмът разказва за участието на СССР във Втората световна война и е предназначен за западния зрител, който според авторите не познава добре събитията на Източния фронт.
Режисьор на филма е съветският фронтови кинодокументалист Роман Кармен. Пуснати са 2 варианта – за англоезичени и за рускоезичени зрители. Водещ и разказвач е американският актьор Бърт Ланкастър, руската версия озвучава Василий Лановой.
Във филма са използвани огромни количества документални кадри от лентите на съветските военни кореспонденти.
Излъчван е по БНТ, а също така и в киносалоните на България.
| 22 июня 1941                  |
| Битва за Москву               |
| Блокада Ленинграда            |
| Партизаны. Война в тылу врага |
| На восток                     |
| Война в Арктике               |
| Оборона Сталинграда           |
| Победа под Сталинградом       |
| Битва за Кавказ               |
| Величайшее танковое сражение  |
| Война в воздухе               |
| Битва на море                 |
| Освобождение Украины          |
| Освобождение Белоруссии       |
| От Балкан до Вены             |
| Освобождение Польши           |
| Союзники                      |
| Битва за Берлин               |
| Последнее сражение войны      |